# Bombenangriff auf Würzburg am 16. März 1945

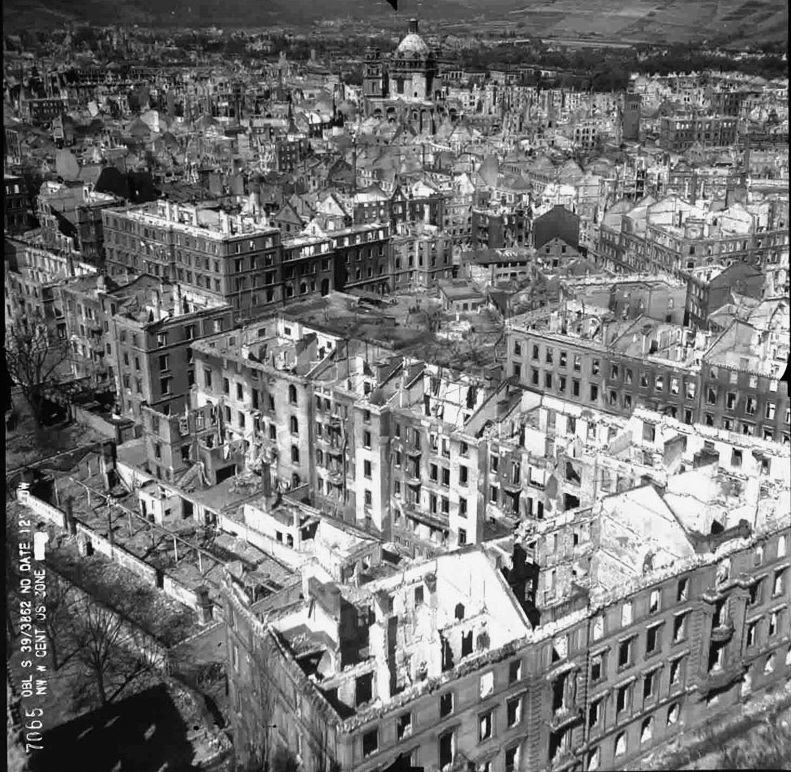
Luftbild von Osten, 1945

Der Bombenangriff auf Würzburg am 16. März 1945 war der schwerste von mehreren Luftangriffen, den die Stadt in den letzten Wochen des Zweiten Weltkriegs ertragen musste. Der Angriff zwischen 21 und 22 Uhr dauerte 20 Minuten und wurde durch das britische RAF Bomber Command ausgeführt. Den Bomben fielen etwa 4000 bis 5000 Menschen zum Opfer und die historische Altstadt wurde zu 90 % zerstört. Zwei Wochen später begann die Schlacht um Würzburg, die mit der Einnahme der Stadt durch die US-Armee endete.

## Vorgeschichte
Mit der Casablanca-Direktive vom 21. Januar 1943 wurde eine gemeinsame aufeinander abgestimmte Bomberoffensive britischer und US-amerikanischer Luftstreitkräfte beschlossen. Dabei übernahm die 8. US-Luftflotte der USAAF die systematische Zerstörung von Infrastruktur und strategischen Schlüsselindustrien, vor allem jedoch der Treibstoffherstellung und -versorgung in Deutschland durch Tagesangriffe. Das britische Bomber Command koordinierte Nachtangriffe auf Deutschland, da die Royal Air Force ihre Bomberverbände nicht durch Begleitjäger schützen konnte.
Der vom britischen Ministry of Economic Warfare (MEW) erstellte sogenannte Bomber-Baedeker klassifizierte Würzburg als Stadt von geringer Bedeutung für die deutsche Rüstungsindustrie. Dementsprechend wurden hier die Zielcodechiffren „GH 646“ für ein Eisenbahnzentrum geringer Wichtigkeit und „GH 5566“ für Transportanlagen verwendet.
Die Wahrscheinlichkeit, dass Würzburg bombardiert werden würde, war angesichts dieser Einschätzung relativ gering, da sich Flächenbombardements nicht zur Ausschaltung von Verkehrs- und Transporteinrichtungen eigneten. Andererseits war der RAF durch die Area Bombing Directive bereits 1942 die negative Beeinflussung der Moral der Zivilbevölkerung mit Brandbomben vorgegeben worden („incendiary attacks“).
Bis Ende 1944 waren die Großstädte Deutschlands schon weitgehend zerstört, den alliierten Bomberflotten gingen schlichtweg „die Ziele aus“.
Von einer auf den 22. November 1944 datierten Liste von sogenannten Füllzielen für allgemeine Flächenangriffe wurden sieben Zielstädte gestrichen und zusammen mit drei weiteren Städten auf eine spezielle Liste für die von Churchill, der 1909 Würzburg besucht hatte und sich ins Goldene Buch als „President of the Board of Trades“ eingetragen hatte, geforderten Flächenbombardements in Mittel- und Ostdeutschland gesetzt. Auf der allgemeinen Flächenangriffszielliste befanden sich damit nur noch sechs Städte. Das Combined Strategic Target Committee (Zielauswahlgremium) setzte daher elf neue Zielstädte auf eine neue Liste mit Datum vom 8. Februar 1945. Man orientierte sich dabei u. a. an einer älteren Liste vom 23. Januar 1945 für potentielle Flächenangriffsziele. Auf dieser Liste war zum ersten Mal der Name Würzburg aufgetaucht. Von dieser älteren Liste wurde Würzburg an 10. Stelle in die neu ergänzte Liste für filler targets vom 8. Februar 1945 aufgenommen. Der Stellvertreter von Arthur Harris, Oberbefehlshaber des Bomber Command, war Air Vice-Marshal Robert Saundby, der als begeisterter Angler alle für Flächenbombardements geeigneten deutschen Städte mit einem Fish code versah. Würzburg erhielt als eine von 94 Städten die Bezeichnung Bleak (Ukelei).
Städte ohne militärische Bedeutung wurden auf die Liste mit Zielen 1. und später 2. Ordnung für den Einsatz von Brandbomben gesetzt, wenn sie leicht zerstörbar und sehr feuergefährdet waren. Auf Grund von Brandplänen wurden mittelalterliche Stadtzentren bevorzugt.
Würzburg erlebte seinen ersten kleineren Bombenangriff im Februar 1942 (Nähe Südbahnhof). In der Nacht vom 24. auf den 25. Februar 1944 stürzte ein angeschossener Lancaster-Bomber in die Innenstadt, am 21. Juli 1944 „verirrten“ sich acht amerikanische B17-Bomber nach Würzburg (32 Tote und 77 Verletzte). Weitere Angriffe aus der Luft fanden am 5. Dezember 1944 und am 13. Januar 1945 statt. Im Jahr 1945 erfolgten gemäß alliierten Unterlagen weitere Luftangriffe am:
- 4./5. Februar – RAF – zwei De Havilland DH.98 Mosquito (Löwenbrücke und Grombühl)[7]
- 5./6. Februar – RAF – sechs De Havilland Mosquito (Innenstadt)[8]
- 12./13. Februar – RAF – vier De Havilland Mosquito (??)[9]
- 19./20. Februar – RAF – drei o.m. De Havilland Mosquito (Innenstadt, über 100 Tote)[10][11]
- 23. Februar – USAAF – 37 B17-Bomber (Hauptbahnhof und Bahnanlagen, Grombühl, über 170 Tote)[12]
- 3./4. März – RAF – 42 De Havilland Mosquito (gesamtes Stadtgebiet, 86 Tote)[13]
- 22. März – USAAF – acht B24-Bomber (Bahnanlagen)

Bis März 1945 lebte die Bevölkerung Würzburgs noch weitgehend in der Illusion, von einem Großangriff verschont zu bleiben, da die Stadt einerseits viele Krankenhäuser, andererseits keine nennenswerte kriegswichtige Industrie hatte. Der Würzburger Kampfkommandant Generalmajor Karl Bornemann hatte gemäß seinem Nachfolger Richard Wolf nur unzureichende Vorbereitungen zur Verteidigung der Stadt getroffen. Der Hauptbahnhof und das Bahngelände waren als Eisenbahnknotenpunkt am 23. Februar 1945 durch einen gezielten amerikanischen Bombenangriff erheblich beschädigt worden. 
Aber bereits nach dem dritten kleineren Angriff vom 5. Februar 1945, der sechs Tote forderte, ließ Gauleiter Otto Hellmuth als Reichsverteidigungskommissar in der Mainfränkischen Zeitung, dem amtlichen Organ der NSDAP und der Staats- und Gemeindebehörden, eine deutliche Warnung im Stil einer von Ohnmacht geprägten NS-Propaganda verkünden: „Der hasserfüllte Feind ist hemmungslos in seinem Vernichtungswillen. Sein Luftterror macht weder Halt vor Frauen und Kindern noch vor alten Kulturstätten. Mehr denn je ist es unsere Pflicht, für den Ernstfall das Menschenmögliche vorzubereiten. Wir haben keinerlei Grund mehr anzunehmen, dass die Luftpiraten Würzburg verschonen.“
Am 6. April 1945 berichtete das Würzburger Diözesanblatt detailliert über alle Schäden an den über die Stadt verteilten Kirchen- und Klostereinrichtungen.

## Hauptangriff
Beim RAF Bomber Command in High Wycombe westlich von London war inzwischen die Entscheidung gefallen, aufgrund der vorausgesagten günstigen Witterungsverhältnisse am 16. März 1945 das bis dahin noch relativ unzerstörte Würzburg als filler target für einen Flächenangriff auszuwählen. Die von vielen Fachwerkbauten bestimmte Bausubstanz und die räumliche Enge der Altstadt versprachen die Auslösung eines Feuersturms. Beauftragt mit diesem Angriff wurde die No. 5 Bomber Group, die auch beim schwersten Angriff auf Dresden am 13./14. Februar 1945 entscheidend beteiligt war. Das kleine Würzburg wurde zu einem noch höheren Anteil zerstört als Dresden.
Am 16. März 1945 starteten ab 17:00 Uhr über 500 Bomber der No. 1, No. 5 und No. 8 Bomber Group von ihren Flugplätzen zu einem Sammelpunkt westlich von London und formierten sich zum Flug auf die Angriffsziele Würzburg und Nürnberg. Der Bomberstrom bewegte sich zur Täuschung der deutschen Luftabwehr auf einer gewundenen Route über die Mündung der Somme, Reims und die Vogesen auf seine Ziele zu. Der Rhein wurde südlich von Rastatt überquert. Über dem Reichsgebiet stiegen die Maschinen auf die zur Bombardierung vorgesehenen Höhen zwischen 2.400 und 3.700 m. Gegen 21:00 Uhr überflogen die für Würzburg bestimmten 225 Lancaster-Bomber und 11 Mosquito-Bomber der No. 5 Bomber Group den Raum Lauffen am Neckar und steuerten von Süden kommend ihr Ziel an.
In Würzburg wurde gegen 19:00 Uhr öffentliche Luftwarnung (Kleinalarm) und gegen 20:00 Uhr Voralarm ausgelöst. Aufgrund einer Meldung des Funk-Horchdienstes in Limburg an der Lahn an die Befehlsstelle des mainfränkischen Gauleiters wurde für die Würzburger Bevölkerung um 21:07 Uhr Vollalarm gegeben.
Als Angriffszeit H (Hour) war für Würzburg 21:35 Uhr festgelegt worden. Die Zeit über dem Zielgebiet – d. h. über der gesamten Innenstadt – wurde mit H + 7 min. = 21:42 Uhr vorgegeben. Dem ging um 21:25 Uhr ein ca. 10-minütiger Zeitraum zur Markierung des Zielgebietes durch die Pathfinder Force voraus. Hierzu wurde das Stadtgebiet mit grünen Leuchtbomben markiert. Die Ausleuchtung dieses abgesteckten Zielgebietes erfolgte durch Leuchtbomben an kleinen Fallschirmen (flares), von der deutschen Bevölkerung auch als Christbäume bezeichnet. Als Markierungspunkt für die einfliegenden Bomber wurden die Sportplätze an der Mergentheimer Straße in Höhe des Judenbühlweges bestimmt. Dieser Punkt wurde um 21:28 Uhr mit roten Zielmarkierungsbomben kenntlich gemacht. Die zum Schluss der Markierungsphase abgeworfenen gelben Leuchtbomben bedeuteten die Bestätigung dieser Markierung. Die Bombardierung erfolgte sodann mit Zeitverzögerung in Sektoren (sector bombing). Hierzu mussten die mit Spreng- und Brandbomben bestückten Lancaster-Bomber den roten Markierungspunkt überfliegen, eine speziell für jedes Flugzeug zugewiesene Flughöhe und Flugbahn einnehmen und ihre Bombenlast zeitversetzt auslösen. Das abgesteckte Zielgebiet wurde also fächerförmig überflogen, und die unterschiedlichen Bomben-Auslösezeiten bewirkten eine flächendeckende Wirkung. Überwacht wurde der detailliert geplante Ablauf vom sogenannten master bomber. (Bei einer Marschgeschwindigkeit von 350 km/h hat ein Bomber in weniger als einer Minute das gesamte Zielgebiet überflogen.)

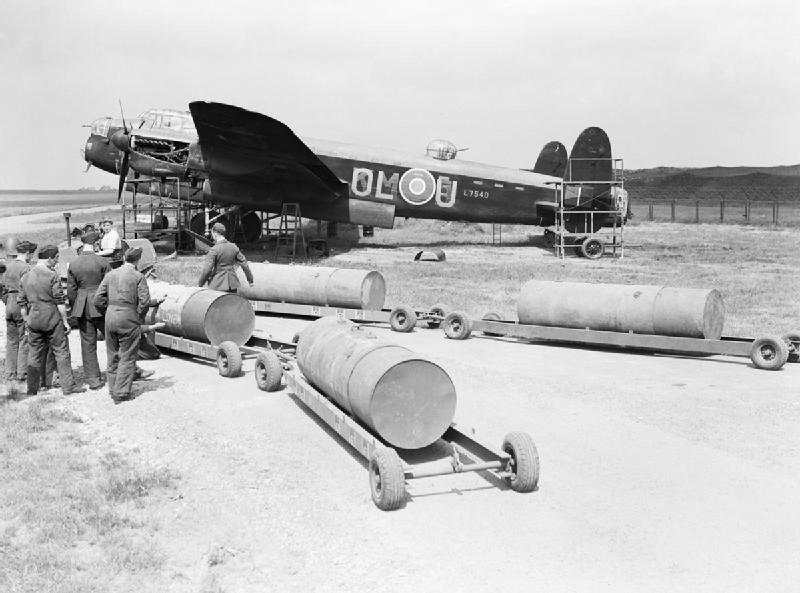
Luftmine HC 4000 LB (1780 kg)

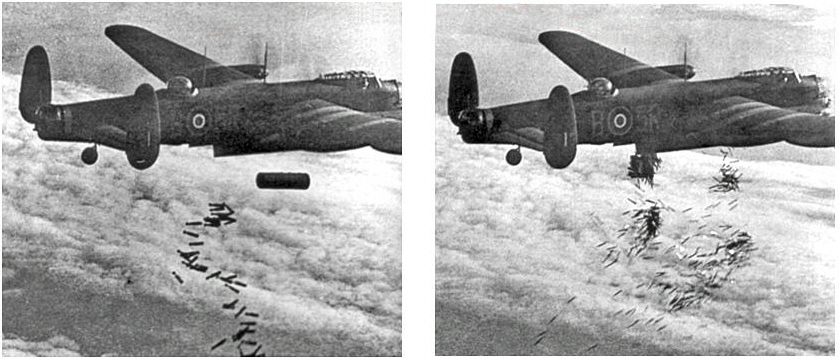
Eine Lancaster wirft 1945 während eines Tagangriffs zuerst eine 2 t-Luftmine (links) und dann gebündelt 2 kg-Stabbrandbomben (rechts) ab.

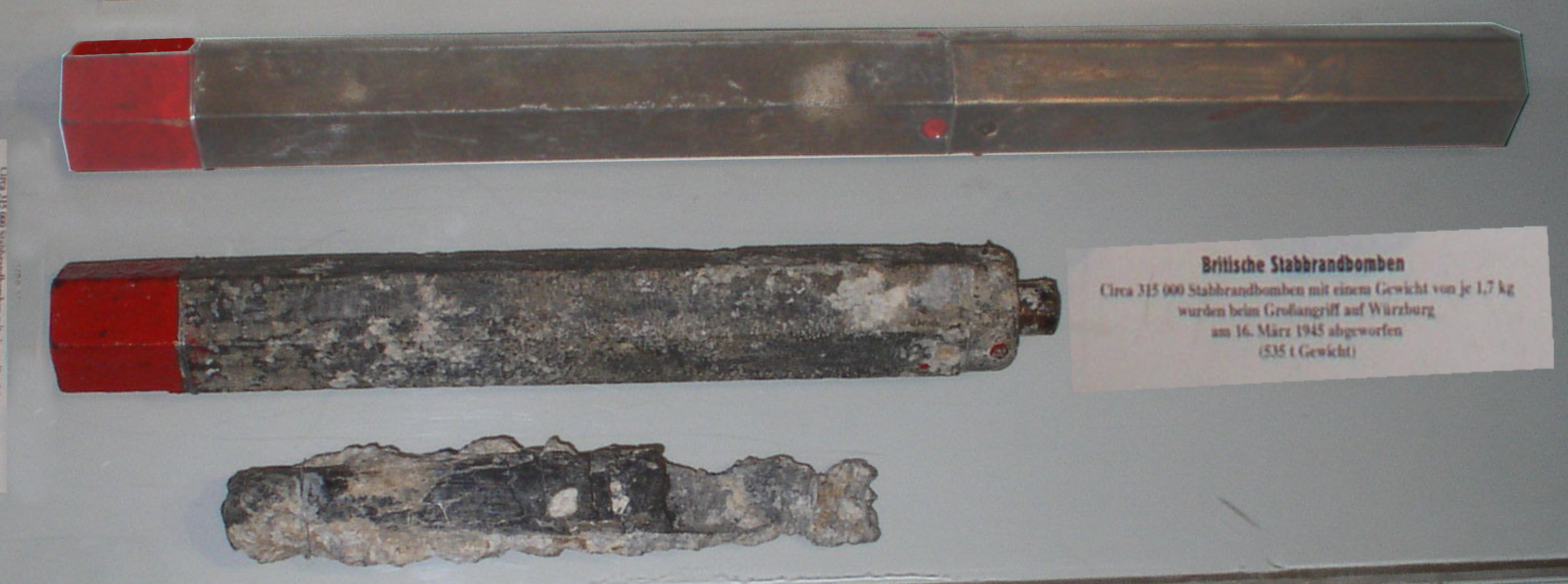
Britische Stabbrandbombe INC 4 LB (2 kg) und Überreste vom 16. März 1945

Der Bombenhagel traf Würzburg in der Zeit von 21:35 bis 21:42 Uhr. Zuerst wurden die meisten Dächer und Fenster in der Altstadt mit 256 schweren Sprengbomben und Luftminen zerstört, um so die brandentfachende Wirkung der über 300.000 Stabbrandbomben zu begünstigen. Insgesamt wurden folgende Bombenmengen abgeworfen: 5 High Capacity Bomben (je 5.443 kg), 179 „Wohnblockknacker“ (je 1.814 kg), 72 Sprengbomben (je 453,5 kg), 307.650 Stabbrandbomben (je 1,81 kg) und 251 Markierungsbomben. Das Gesamtgewicht der Sprengbomben betrug 395,55 t und das der Markierungs- und Brandbomben 586,97 t.
Innerhalb kurzer Zeit entstand aus vereinzelten Brandnestern ein einziger flächendeckender Brandherd, der sich zu einem Feuersturm mit Temperaturen von 1000 bis 2000 °C entwickelte. Die Menschen konnten nur in provisorisch vorbereiteten Kellerräumen (Schutzraum) Zuflucht suchen, befestigte Bunker gab es kaum. Um das Auffinden dieser Schutzräume und die Rettung von Verschütteten zu erleichtern, wurden die Schutzräume und deren Ausgänge mit Beschriftungen auf Hauswänden und Schildern markiert (z. B. SR/LSR für Schutzraum/Luftschutzraum, NA für Notausgang, KSR für Kein Schutzraum). Diese Markierungen finden sich heute noch vereinzelt im Stadtbild.
Um während des Großbrandes nicht verschüttet zu werden oder zu ersticken, stürzten viele Menschen ins Freie und versuchten, das Mainufer oder den Stadtrand zu erreichen. Die Feuerwehren nahmen einen aussichtslosen Kampf gegen das Feuer auf und versuchten Wassergassen zu schaffen.
Beim Anflug auf Würzburg wurde ein Lancaster-Bomber von einem deutschen Nachtjäger bei Aufstetten abgeschossen, fünf weitere gingen während oder nach dem Angriff verloren.
In den Medien wurde die Stadt Würzburg danach als „Grab am Main“ bezeichnet.
Eine genaue Zahl der Opfer des 16. März 1945 ist nicht bekannt. Lange Zeit wurde von einer Zahl von etwa 5000 Toten ausgegangen, was jedoch eine Studie von Hans-Peter Baum in Frage stellt. In Hans Oppelts Buch „Würzburger Chronik des denkwürdigen Jahres 1945“ werde zwar die Zahl von 5000 Opfern einmal genannt, jedoch nicht allein als Zahl der Opfer der Bombennacht. Vielmehr bezog Oppelt diese Zahl auf alle Kriegshandlungen in und um Würzburg, nämlich vom Beginn der Luftangriffe am 4. Februar 1945 bis zur abschließenden Einnahme der Stadt am 6. April 1945. Baum errechnete, dass sich die tatsächliche Opferzahl beim Bombenangriff bei etwa 4000 bewegen dürfte.
Noch in einer Entfernung von 230 Kilometern konnten die abfliegenden Bomberbesatzungen den Feuerschein der brennenden Stadt erkennen. Gegen 2:00 Uhr morgens am 17. März 1945 kehrten die letzten Bomber zu ihren Stützpunkten zurück.
Der Abschlussbericht von No. 5 Bomber Group vom 10. April 1945 bemaß den Zerstörungsgrad der Innenstadt mit 90 % (in der Altstadt blieben sechs Häuser an der Juliuspromenade und ein Haus in der Büttnergasse vermutlich durch Löschen oder Entfernen der eingeschlagenen Stabbrandbomben erhalten) und für die Randbezirke mit 68 %. Überdurchschnittlich stark zerstört (85 %) wurde auch der Stadtteil Heidingsfeld, da einige Bomberbesatzungen schon vor Erreichen der ersten Zielmarkierungen ihre Bomben auslösten. Der britische Abschlussbericht nennt sogar 1207 t Bomben. Unbetroffen von diesem Großangriff blieben der heutige Stadtteil Versbach und die Randgemeinde Veitshöchheim. Der durchschnittliche Zerstörungsgrad für Würzburg wurde mit 82 % errechnet.
21.062 Wohnungen (von 26.602) und 35 Kirchen in Würzburg waren zerstört. Zu den zerstörten Baudenkmälern gehörten unter anderem der Dom und Teile der Würzburger Residenz, darunter der Spiegelsaal (das Treppenhaus mit dem berühmten Fresko von Giovanni Battista Tiepolo blieb stehen; die für das 18. Jahrhundert kühne Deckenkonstruktion hielt sogar dem einstürzenden Dachstuhl stand). Die US-Besatzungstruppen sorgten nach Kriegsende sofort und vorbildlich für eine bauliche Sicherung einsturzgefährdeter Baudenkmäler. Es gab 2,7 Millionen Kubikmeter Trümmerschutt; erst 1964 waren diese vollständig geräumt.

## Fluchtwege durch den Feuersturm
Vom Zeitzeugen Hans Schwabacher gibt es eine Schilderung. Er konnte sich mit seinen beiden Geschwistern nicht aus dem Keller seines Hauses in der Domerschulstraße 25 retten, und zwar weder aus dem normalen Ausgang noch aus dem Notausgang des brennenden Hauses. Erst nach Durchquerung der Keller fünf weiterer benachbarter Häuser kam er in der Kettengasse auf die Straße. Dann floh er in den Hofgarten, passierte die Orangerie und tränkte die Kleider im Teich mit Wasser, da Funken durch die Luft flogen und Bäume brannten. Sie mussten durch die Büsche kriechen und fanden erst im Hofgarten Schutz in einem Luftschutzraum, 500 Meter hinter der Residenz. So überlebten sie das Inferno.

## Bergung der Bombenopfer
Die Einwohnerzahl Würzburgs betrug vor Kriegsbeginn ca. 108.000, Anfang 1945 werden sich dort – auch angesichts des nahen Kriegsendes (Versorgungslage, Militärdienst etc.) – noch ca. 75.000 bis 85.000 Menschen aufgehalten haben. Am Tag der Einnahme durch amerikanische Truppen (6. April) wurden 36.850 Stadtbewohner registriert, am Jahresende 1945 war die Einwohnerzahl wieder auf 53.000 gestiegen.
Die meisten Särge waren im Feuersturm verbrannt und es bestand Seuchengefahr. Die Bombenopfer wurden an der Stirnwand des linken Seitenschiffes im Würzburger Dom gelagert, bis sie von ausländischen Zwangsarbeitern in das Sammelgrab überführt werden konnten. An dieser Stelle im Dom befindet sich heute ein Andachtsraum zur Erinnerung an die Kriegsopfer.

## Wiederaufbau aus den Ruinen

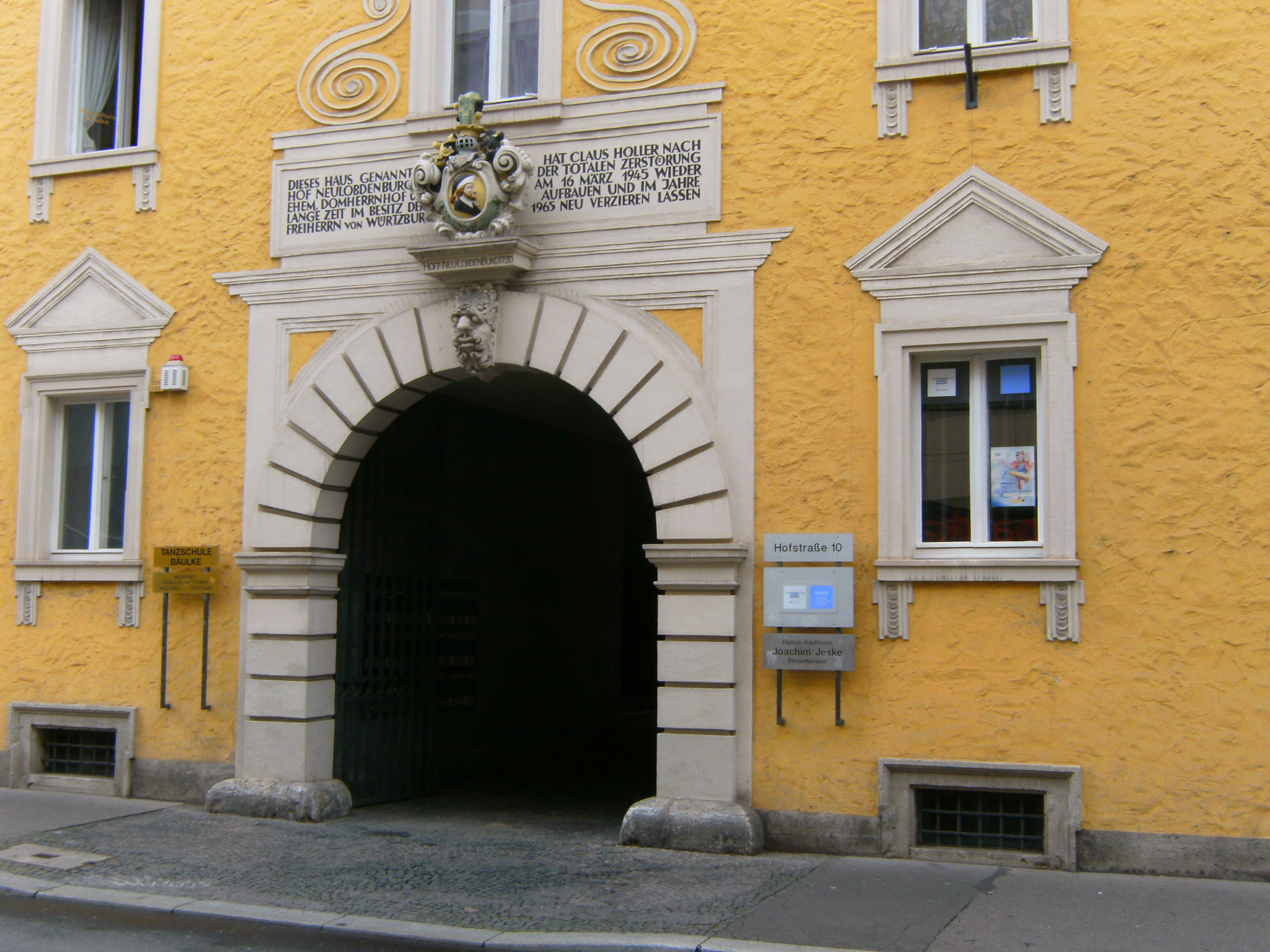
Würzburg, Hofstraße 10: Hausinschrift zur Erinnerung an den Wiederaufbau nach Zerstörung 1945

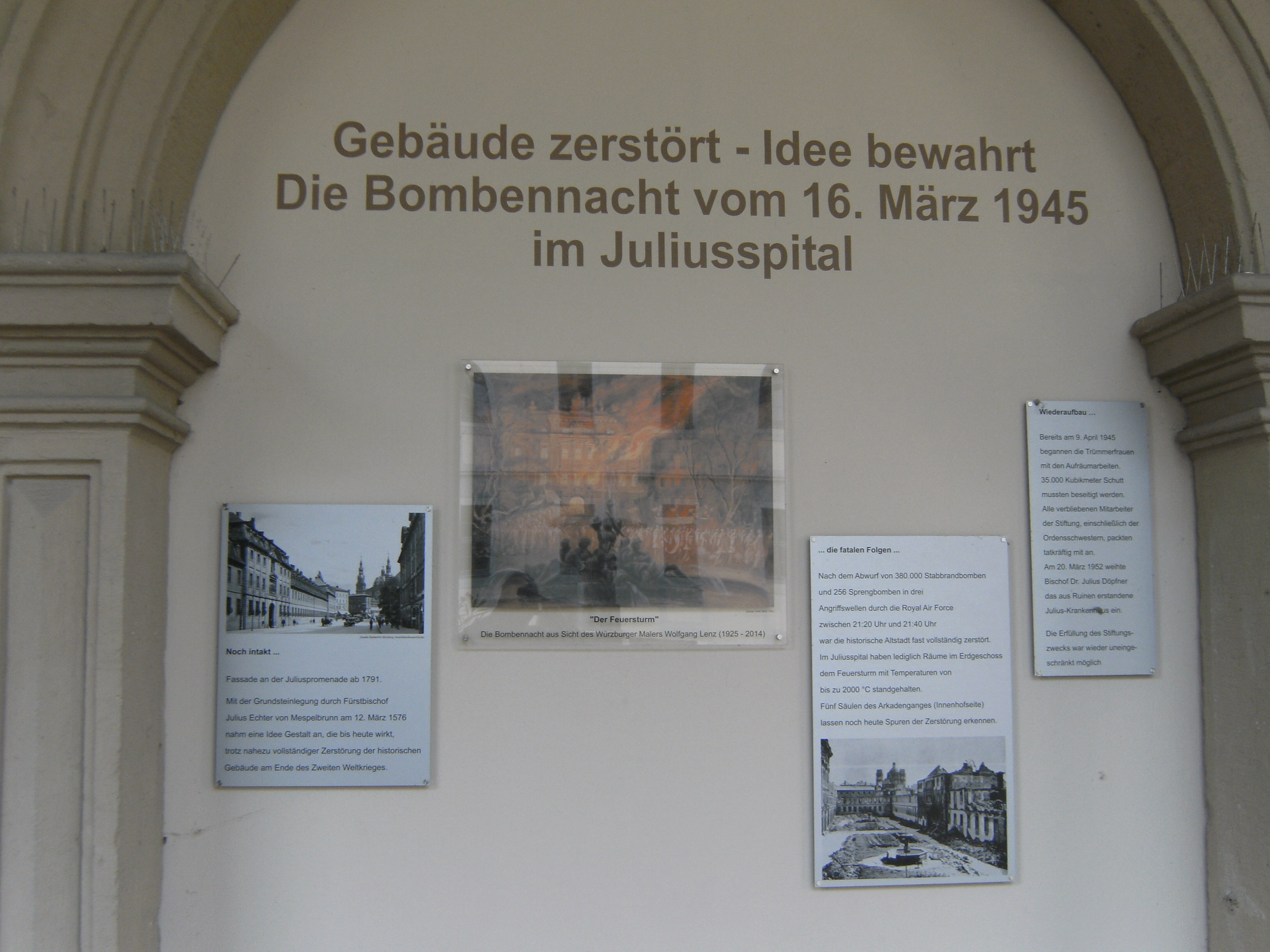
Würzburg, Juliusspital, Innenhof: Erinnerungstafel an den Bombenangriff auf Würzburg am 16. März 1945 und den Wiederaufbau.

An zahlreichen Gebäuden erinnern Hinweise an den Wiederaufbau nach der Zerstörung vom 16. März 1945. An die vorwiegend weiblichen Helfer (Trümmerfrauen), die den Wiederaufbau Würzburgs erst wieder möglich machten, erinnern zwei Gedenkstätten, zum einen ein (historisch falscher) Bergbauwagen sowie – in dessen Sichtweite – eine Gedenktafel (mit der historisch korrekten Darstellung einer Kipplore, die in Würzburg zahlreich zur Trümmerräumung eingesetzt wurden) aus Buntsandstein zwischen Altem Kranen und Kranenkai. Die Würzburger halfen zuerst freiwillig, am 18. Dezember 1945 wurde ein allgemeiner Arbeitsdienst angeordnet, ab 8. März 1946 galt dann ein verpflichtender „Ehrendienst“, verpflichtend deshalb, weil eine Ausgabe von Lebensmittelmarken an die Teilnahme an diesen Räumeinsätzen gekoppelt war. Ab dem 2. April 1947 wurde die Räumung nach und nach von privaten Unternehmen übernommen. Insgesamt wurden zweieinhalb Millionen Kubikmeter Schutt auf Loren geladen und mit Mainkähnen abgefahren oder in Außenbezirken abgelagert.

## Gedenken

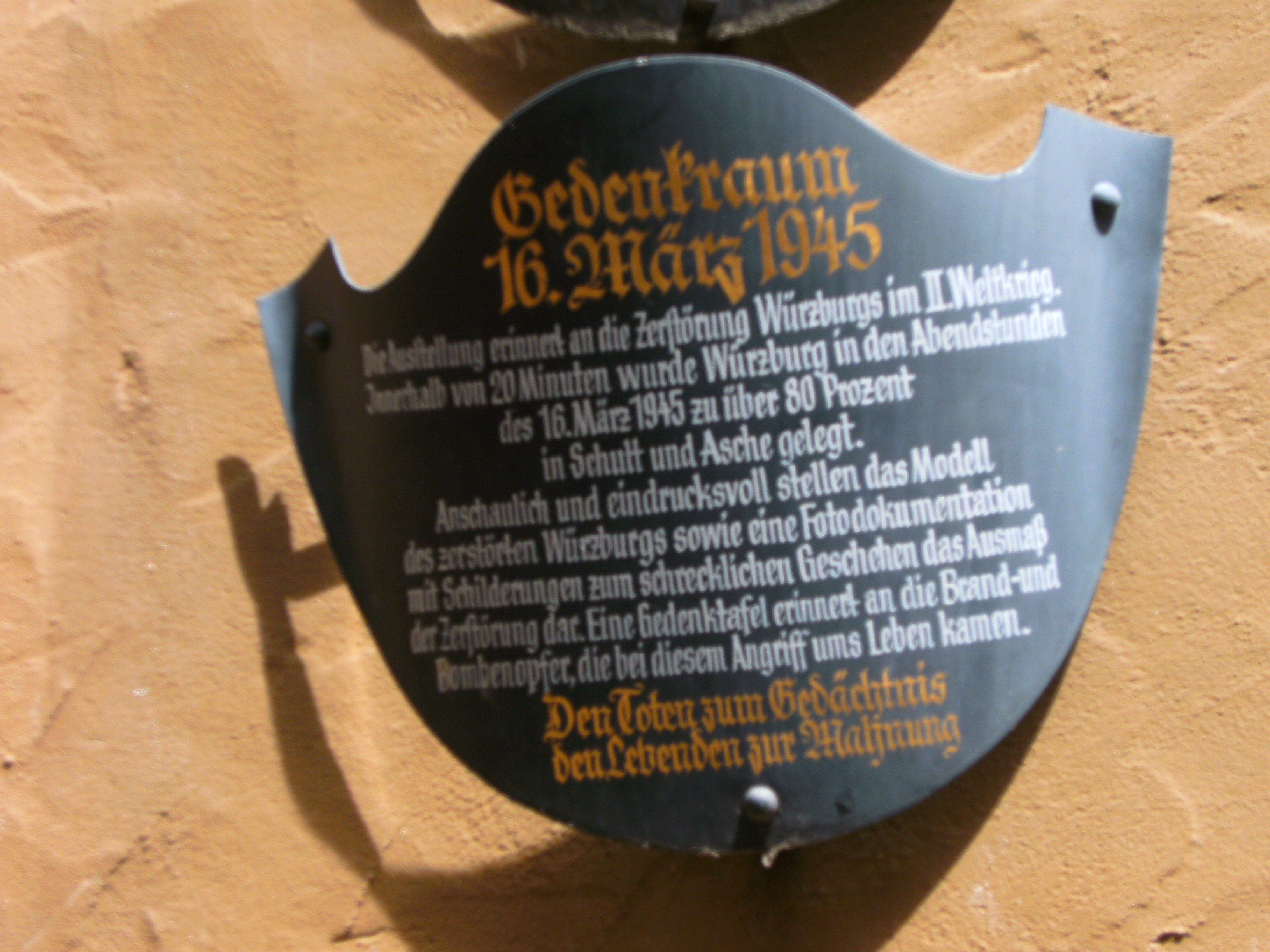
Würzburg, Grafeneckart: Hinweistafel zum Bombenangriff auf Würzburg am 16. März 1945. Dokumentationsraum.

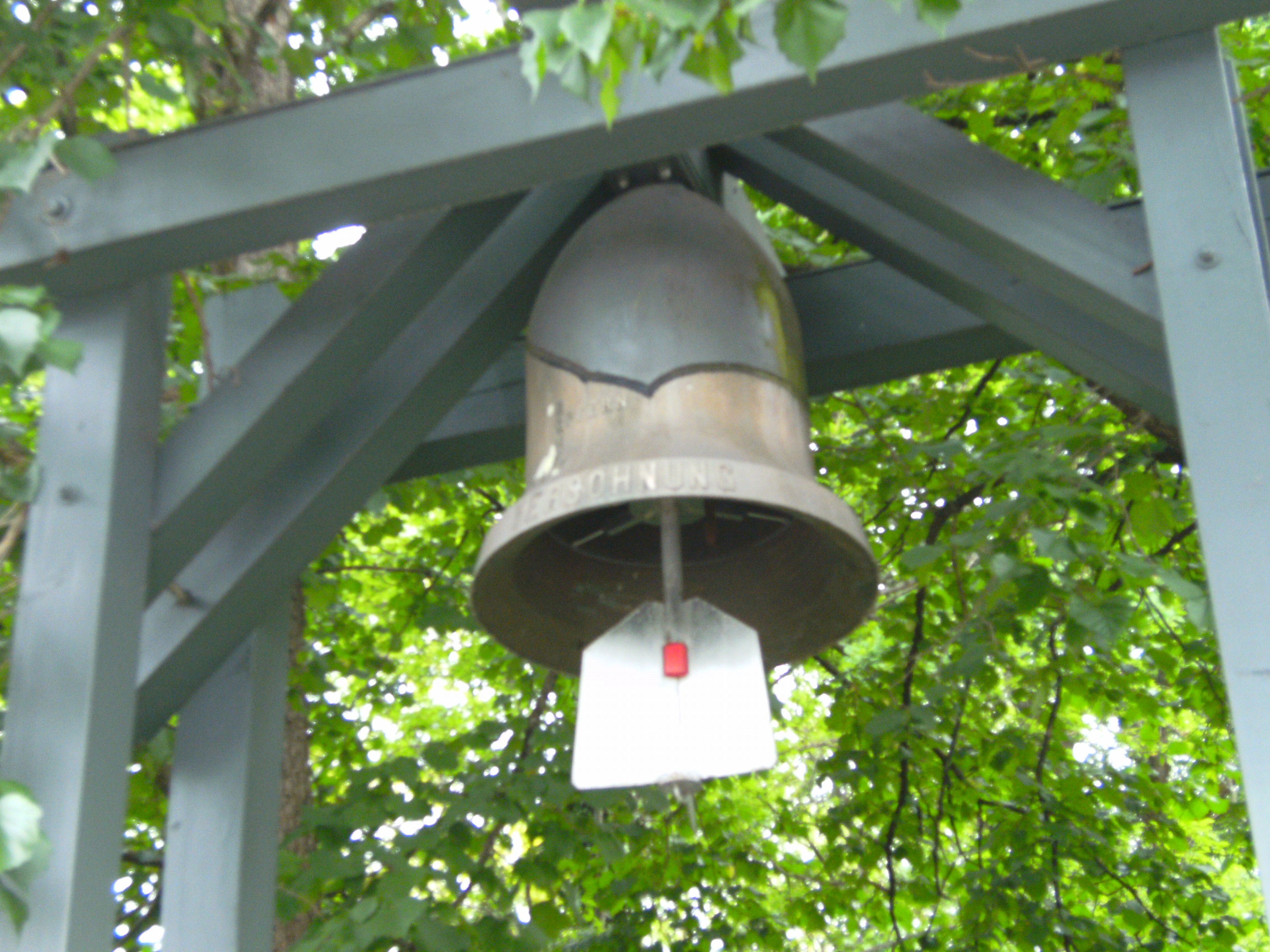
Kriegsgräberstätte Bombenopfer des Zweiten Weltkriegs Würzburg. Massengrab am Eingang zum Hauptfriedhof: Glocke zur Erinnerung.

### Dokumentations- und Gedenkstätten
- Nahe der Alten Mainbrücke rechts beim Eingang zum Grafeneckart werden das Ausmaß der Zerstörung der Innenstadt und die Namen der identifizierten Toten in einer Dauerausstellung dokumentiert.[25] Ausschnitte aus Zeitzeugenberichten auf Tafeln sollen nachfolgenden Generationen die Auswirkungen jenseits von statistischen Zahlen fassbar machen.
- Ein 3D-Modell der zerstörten Stadt befindet sich auch in den Räumen des Fürstenbaumuseums.
- Links vor dem Haupteingang zum Hauptfriedhof Würzburg befindet sich das Massengrab für die ca. 3000 geborgenen Bombenopfer. Der Hauptfriedhof selber war durch die Bombardierung nicht mehr benutzbar (keine Friedhofswärter, aufgerissene Gräber, umgestürzte Grabsteine).[26] Am Rand des Ehrenmals ist die Nachbildung eines Sprengbombenbruchstücks, das zur Versöhnungsglocke von Würzburg aufbereitet wurde, zu sehen. In der Mitte des Massengrabgeländes wurde eine Denkmalplatte des Würzburger Bildhauers Fried Heuler in den Boden eingelassen, die symbolisch einen Mann, eine Frau und zwei Kinder überlebensgroß in Todesstarre zeigen. Das Massengrab säumen Gedenksteine an die Gefallenen des Ersten und Zweiten Weltkriegs sowie ein Obelisk für die Gefallenen von 1870/1871.

### Jährliches Gedenken am 16. März
- Glockenläuten: Jedes Jahr am 16. März beginnt um 21:20 Uhr das Mahnläuten aller Würzburger Kirchenglocken zum Gedenken an den Angriff 1945. Das Glockenläuten dauert 20 Minuten.[27]
- Totenliste: An der Fassade des Grafeneckart wird jährlich eine Totenliste des Luftangriffs ausgehängt.
- Jedes Jahr am Samstag nach dem 16. März findet der Gedächtnislauf Würzburg statt. Bei der Benefiz-Laufveranstaltung ohne Zeitmessung wird der Menschen gedacht, die während des Angriffs am Main in die Ortschaften Richtung Norden flohen, teilweise bis ins 44 Kilometer entfernte Gemünden.[28]

### Sonstige Gedenkveranstaltungen
- In der Marienkapelle wird jeden Freitag zur Mittagszeit das Gebet von Coventry im Geiste der Versöhnung gesprochen wie im weltweiten Netz der Nagelkreuzzentren.

### Rechtsextremer Missbrauch des Gedenkens
- Zum 60. Jahrestag des Luftangriffs führte die rechtsextreme Partei NPD in Würzburg eine Kundgebung unter dem Motto „Kein Vergeben – Kein Vergessen“ durch. Ein breites Bündnis von Parteien und Verbänden organisierte Gegendemonstrationen.[29]

## Zitate von Zeitzeugen
„… Unter den Toten ist jedes Alter und Geschlecht vertreten, vom Säugling bis zum Greis. Es gibt unversehrte, blutige, zerquetschte, staubige, schwarze und verbrannte. Auch Teile von Leibern sind dabei. …“

„… Offenbar entwickelte sich eine so entsetzlich große Hitze mit Rauchentwicklung, dass sämtliche Insassen des Luftschutzkellers, nur Frauen und Kinder, schließlich erstickten und verschmorten. …“

## Dokumentarfilme und Reportagen
- Apokalypse am Main – Bombenangriff auf Würzburg am 16. März 1945. 43 Min. Buch und Regie: Susanne Betz, Kurt von Daak. Produktion: Bayerischer Rundfunk. Deutschland 1985 (Online bei YouTube).
- Würzburg – BewegendeGeschichte in bewegten Bildern. Teil 1: Die Jahre 1929 bis 1956. 93 Min. Produktion: art & weise in Kooperation mit der Main-Post. Deutschland 2017.[31][32]
- Bombennacht des 16. März 1945 jährt sich zum 80. Mal – Zeitzeugen erinnern sich. 29 Min. Produktion: TV Mainfranken. Deutschland 2025.[33]